# 5813 Eizaburo
5813 Eizaburo eller 1988 VL är en asteroid i huvudbältet, som upptäcktes den 3 november 1988 av den japanske amatörastronomen Takuo Kojima i Chiyoda. Den är uppkallad efter japanen Eizaburo Nishibori.
Asteroiden har en diameter på ungefär 7 kilometer.